# Hwando
Hwando  (chinês tradicional: 丸都, pinyin: Wandu) é uma fortaleza na montanha do antigo reino coreano de Goguryeo, construída para proteger a segunda capital de Goguryeo, Gungnae. Ele está localizado na atual cidade de Ji'an, na província de Jilin, na China.